# Хаос вкъщи
„Хаос вкъщи“ (на английски: Parental Guidance) е американска семейна комедия от 2012 г. на режисьора Анди Фикман, по сценарий на Лиса Адарио и Джо Сиракуз. Във филма участват Били Кристъл, Бет Мидлър, Мариса Томей и Том Евърет Скот.
Филмът е последният филм на „Туентиът Сенчъри Фокс“, който е финансиран от „Дюн Ентъртейнмънт“ като част от сделката със студиото. Премиерата на филма е на 25 декември 2012 г.